# أولاد عمي علال (أولاد سي عيسى)
أولاد عمي علال هو دُوَّار يقع بجماعة رأس العين الشاوية، إقليم سطات، جهة الدار البيضاء سطات في المملكة المغربية. ينتمي الدوّار لمشيخة أولاد سي عيسى التي تضم 5 دواوير. يقدر عدد سكانه بـ 1683 نسمة حسب الإحصاء الرسمي للسكان والسكنى لسنة 2004.

## روابط خارجية
- البوابة الوطنية للجماعات الترابية
- المندوبية السامية للتخطيط